# I Didn't Know (Serhat)
I Didn't Know è un singolo del cantante turco Serhat, pubblicato il 14 marzo 2016.

## Descrizione
Presentato il 9 marzo 2016 e messo in commercio il 14 marzo, il singolo è stato pubblicato su etichetta discografica CAP-Sounds. Il brano I Didn't Know è stato scritto dal greco Nektarios Tyrakis e composto dal turco Olcayto Ahmet Tuğsuz. Inoltre, di I Didn't Know esistono una versione in lingua italiana, intitolata Non ero io e scritta da Mariella Nava, e una in lingua francese, scritta da Stéphane Laporte e intitolata Comment savoir.
I Didn't Know è stata scelta per rappresentare San Marino all'Eurovision Song Contest 2016 dall'ente radiotelevisivo San Marino RTV. La prima versione della canzone, una ballata, è stata ben presto scartata in favore di una versione più upbeat, presentata il 21 marzo e messa in commercio l'8 aprile. All'Eurovision Serhat ha cantato I Didn't Know per ottavo nella prima semifinale, che si è svolta il 10 maggio a Stoccolma, ma non si è qualificato per la finale del 14 maggio. Serhat è arrivato undicesimo nel televoto con 49 punti e diciassettesimo nel voto della giuria con 19 punti; in totale ha accumulato 68 punti, piazzandosi dodicesimo su diciotto partecipanti.

## Tracce
Download digitale (EP, versione originale)
1. I Didn't Know – 3:03
2. I Didn't Know (Markus Adler Remix) – 3:40
3. I Didn't Know (Dance Version) – 4:28
4. I Didn't Know (Promostella Club Remix) – 5:32
5. I Didn't Know (Disco Version) – 3:58
6. I Didn't Know (Karaoke Version) – 3:03

Download digitale (EP, nuova versione)
1. I Didn't Know (Official ESC Version) – 3:01
2. I Didn't Know (Mike Rizzo Funk Generation Mix) – 6:03
3. I Didn't Know (Cutmore Club Remix) – 5:02
4. I Didn't Know (Mike Rizzo Radio Edit) – 3:52
5. I Didn't Know (Cutmore Radio Edit) – 3:32
6. I Didn't Know (Official ESC Karaoke Version) – 3:01